# Agrarische Unie "Aleksandur Stamboeliski"
De Agrarische Unie "Aleksandur Stamboeliski" (Bulgaars: Българският земеделски народен съюз "Александър Стамболийски", Balgarski Zemedelski Naroden Sajoez "Aleksandur Stambolijski") is een Bulgaarse politieke partij.
De BZNS-"Aleksandur Stambolijski" is een gematigd conservatieve en religieus geïnspireerde partij die zich richt op middelgrote boeren. De partij werd na de val van het communisme in Bulgarije, in 1989, opgericht. De partij is vernoemd naar de in 1923 vermoordde premier en boerenleider Aleksandur Stamboeliski. In 1994 sloot de BZNS zich aan bij een door de Bulgaarse Socialistische Partij (BSP) geleide verkiezingsalliantie en verkreeg daardoor vier zetels in de Narodno Sobranie (Nationale Vergadering). In 1997 trad de BZNS-"Aleksandur Stambolijski" toe tot de door de BSP geleide Coalitie voor Bulgarije. De Coalitie voor Bulgarije verkreeg bij de parlementsverkiezingen van 25 juni 2005 34,2% van de stemmen, goed voor 82 zetels. De Coalitie voor Bulgarije werd hiermee de grote winnaar. Hierop werd een coalitieregering (Coalitie voor Bulgarije, Nationale Beweging Simeon II en Beweging voor Rechten en Vrijheden).